# Alice Comedies

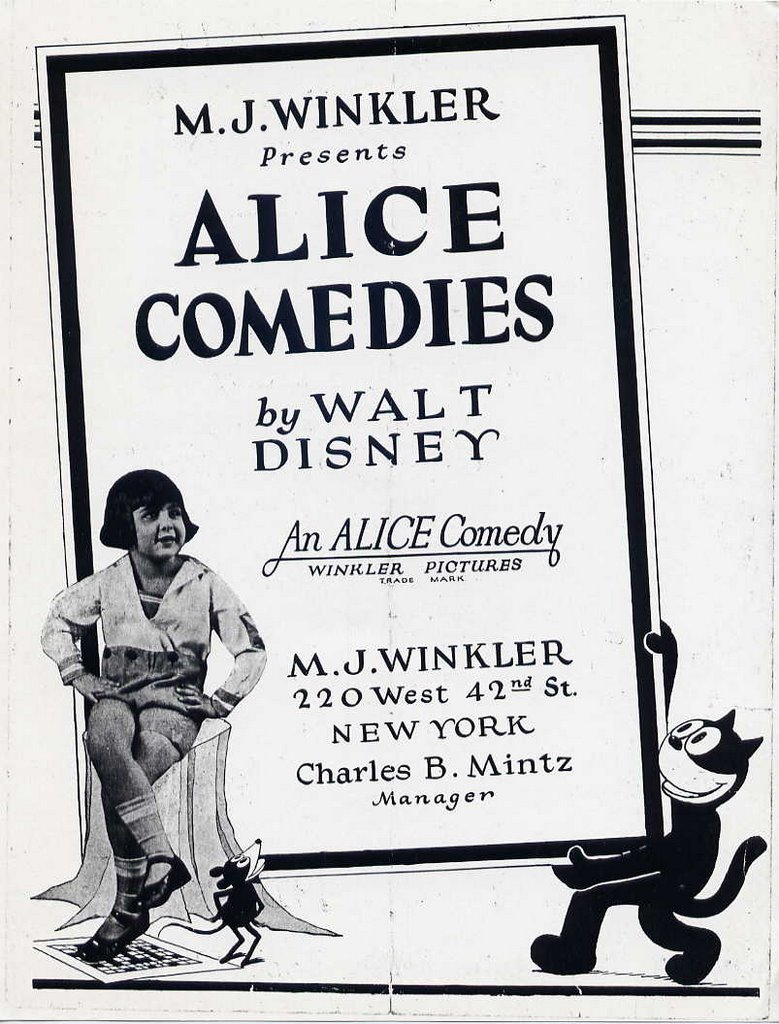
Filmposter

De Alice Comedies is een reeks geanimeerde korte films gecreëerd door Walt Disney in de jaren twintig van de twintigste eeuw. De serie begon met Alice's Wonderland op 16 oktober 1923, waarin een live-action meisje genaamd Alice (oorspronkelijk gespeeld door Virginia Davis) en een geanimeerde kat genaamd Julius avonturen beleven in een geanimeerd landschap. Deze reeks markeerde het eerste werk van wat later bekend werd als The Walt Disney Company.
Na de voltooiing van Alice's Wonderland ging het studio-onderneming echter failliet, dwingende Disney tot een verhuizing naar Los Angeles. Daar zette hij zijn inspanningen voort om de Alice-serie te produceren en sloot een overeenkomst met Winkler Pictures, beheerd door Margaret Winkler en Charles Mintz. Deze samenwerking ontstond als een snelle vervanging voor de Felix the Cat-animatieserie vanwege een eerdere breuk met Pat Sullivan.
De reeks bestaat uit 57 films, waarbij Walt Disney zowel de regisseur als producent was. Gedurende de serie vertolkten vier actrices de rol van Alice: Virginia Davis, Margie Gay, Dawn O'Day en Lois Hardwick. De films werden gekenmerkt door een mix van live-action en animatie, waarbij Alice in geanimeerde werelden interactie had met getekende personages. Het eerste filmwerk, Alice's Wonderland, diende als fundament voor de verdere ontwikkeling van de serie.
Helaas zijn 16 Alice Comedies als verloren beschouwd, en één korte film, Alice's Auto Race, is gedeeltelijk teruggevonden. Het Eye Filmmuseum beheert meerdere Alice Comedies in zijn archief.

## Films
- Alice's Wonderland (1923)
- Alice's Day at Sea (1924)
- Alice's Spooky Adventure (1924)
- Alice's Wild West Show (1924)
- Alice's Fishy Story (1924)
- Alice and the Dog Catcher (1924)
- Alice the Peacemaker (1924)
- Alice Gets in Dutch (1924)
- Alice Hunting in Africa (1924)
- Alice and the Three Bears (1924)
- Alice the Piper (1924)
- Alice Cans the Cannibals (1925)
- Alice the Toreador (1925)
- Alice Gets Stung (1925)
- Alice Solves the Puzzle (1925)
- Alice's Egg Plant (1925)
- Alice Loses Out (1925)
- Alice Gets Stage Struck (1925)
- Alice Wins the Derby (1925)
- Alice Picks the Champ (1925)
- Alice's Tin Pony (1925)
- Alice Chops the Suey (1925)
- Alice the Jail Bird (1925)
- Alice Plays Cupid (1925)
- Alice Rattled by Rats (1925)
- Alice in the Jungle (1925)
- Alice on the Farm (1926)
- Alice's Balloon Race (1926)
- Alice's Orphan (1926)
- Alice's Little Parade (1926)
- Alice's Mysterious Mystery (1926)
- Alice Charms the Fish (1926)
- Alice's Monkey Business (1926)
- Alice in the Wooly West (1926)
- Alice the Fire Fighter (1926)
- Alice Cuts the Ice (1926)
- Alice Helps the Romance (1926)
- Alice's Spanish Guitar (1926)
- Alice's Brown Derby (1926)
- Alice the LumberJack (1926)
- Alice the Golf Bug (1927)
- Alice Foils the Pirates (1927)
- Alice at the Carnival (1927)
- Alice at the Rodeo (1927)
- Alice the Collegiate (1927)
- Alice in the Alps (1927)
- Alice's Auto Race (1927)
- Alice's Circus Daze (1927)
- Alice's Knaughty Knight (1927)
- Alice's Three Bad Eggs (1927)
- Alice's Picnic (1927)
- Alice's Channel Swim (1927)
- Alice in the Klondike (1927)
- Alice's Medicine Show (1927)
- Alice the Whaler (1927)
- Alice the Beach Nut (1927)
- Alice in the Big League (1927)